# Magny-sur-Tille
Magny-sur-Tille is een gemeente in het Franse departement Côte-d'Or (regio Bourgogne-Franche-Comté) en telt 645 inwoners (1999). De plaats maakt deel uit van het arrondissement Dijon.

## Geografie
De oppervlakte van Magny-sur-Tille bedraagt 10,5 km², de bevolkingsdichtheid is 61,4 inwoners per km².
De onderstaande kaart toont de ligging van Magny-sur-Tille met de belangrijkste infrastructuur en aangrenzende gemeenten.

## Demografie
Onderstaande figuur toont het verloop van het inwonertal (bron: INSEE-tellingen).